# Mihaela Ignatova
Mihaela Ignatova é uma matemática búlgara, que ganhou o Prêmio Sadosky de 2020 da Association for Women in Mathematics por sua pesquisa em análise matemática e, em particular, em equações diferenciais parciais e dinâmica de fluidos.

## Formação e carreira
Ignatova obteve um diploma de bacharel pela Universidade de Sófia e um mestrado pela Universidade de Nantes em 2004, e um segundo mestrado pela Universidade de Sofia em 2006, trabalhando sob a supervisão de Emil Horozov. Então se tornou uma estudante de pós-graduação na Universidade do Sul da Califórnia, onde completou seu Ph.D. em 2011, com a tese Quantitative unique continuation and complexity of solutions to partial differential equations, orientada por Igor Kukavica.
Depois de trabalhar como professora assistente visitante na Universidade da Califórnia em Riverside, pesquisadora de pós-doutorado na Universidade Stanford e instrutora na Universidade de Princeton, foi para a Universidade Temple como professora assistente em 2018.